# Stöde församling
Stöde församling är en församling i Medelpads södra pastorat i Medelpads kontrakt i Härnösands stift. Församlingen ligger i Sundsvalls kommun i Västernorrlands län, Medelpad.
Församlingen utgör ett eget pastorat. 

## Administrativ historik
Församlingen har medeltida ursprung.
Församlingen utgjorde på 1300-talet ett eget pastorat för att sedan till 1 mars 1858 vara annexförsamling i pastoratet Tuna, Attmar och Stöde. Från 1 mars 1858 till 2025 utgjorde församlingen åter ett eget pastorat. 1 januari 2025 blev församlingen en del av Medelpads södra pastorat.

## Kyrkor
- Stöde kyrka